# BYO Split Series
BYO Split Series è una serie di album prodotti dalla BYO Records. Ogni pubblicazione è uno split di due gruppi musicali. La prima pubblicazione risale al 1999, cui ne sono seguite altre quattro ad oggi.
Sul sito web della BYO Records sono ascoltabili parti di alcuni brani tratti dagli split, in formato MP3.

## Pubblicazioni
| Anno | Titolo                   | Gruppi                          |
| ---- | ------------------------ | ------------------------------- |
| 1999 | BYO Split Series, Vol. 1 | Leatherface e Hot Water Music   |
| 1999 | BYO Split Series, Vol. 2 | $wingin' Utter$ e Youth Brigade |
| 2002 | BYO Split Series, Vol. 3 | NOFX e Rancid                   |
| 2002 | BYO Split Series, Vol. 4 | Bouncing Souls ed Anti-Flag     |
| 2004 | BYO Split Series, Vol. 5 | Alkaline Trio and One Man Army  |